# Первая палатка
«Первая палатка» — памятник при входе в Парк Ветеранов города Магнитогорска, который был открыт 9 мая 1966 года. 
Памятник состоит из двух скульптур, это, собственно, «Первая палатка» и рука, держащая кусок железной руды. «Первая палатка» символически изображает палатку, где в 1930-е годы жили первые строители города. Авторы — заслуженный художник РСФСР Лев Головницкий, архитектор Евгений Александров. 
На основании монумента высечены стихи первостроителя Магнитки, рабочего-поэта Бориса Ручьёва:

Мы жили в палатке с зеленым оконцем,

Промытой дождями, просушенной солнцем,

Да жгли у дверей золотые костры

На рыжих каменьях Магнитной горы.

Это единственный объект Магнитогорска, имеющий статус памятника архитектуры федерального значения. Один из символов Магнитогорска.